# Dysmachus tricuspis
Dysmachus tricuspis là một loài ruồi trong họ Asilidae. Dysmachus tricuspis được Loew miêu tả năm 1848.